# Orthogoniosaurus
Orthogoniosaurus là một chi khủng long, được Das-Gupta mô tả khoa học năm 1931.